# Gloggnitz
Gloggnitz ist eine Stadt mit 5834 Einwohnern (Stand 1. Jänner 2025) im Bezirk Neunkirchen im südlichen Niederösterreich. Die Gemeinde liegt auf 442 m ü. A. in der Gloggnitzer Bucht im südwestlichen Zipfel des Wiener Beckens. Wegen der Lage am Fuße des Semmerings und da umgeben von einem Kranz dunkelgrüner Berge trägt Gloggnitz den Beinamen Gloggnitz, Stadt in den Bergen.

## Geografie
Gloggnitz liegt im so genannten Industrieviertel, an der Einmündung des Weissenbaches in die Schwarza im oberen Schwarzatal.
Die Entfernung von Wien beträgt über die Bundesstraße 73 km und über die Autobahn 75 km.

### Berge in und um Gloggnitz
Wie Kulissen türmen sich die Berge um die Stadt – hier eine vollständige Auflistung nach ihrer Höhe geordnet:
| - Weinberg (Harter Wald, 504 m)      | |
| - Tachenberg (692 m)                 | Goflitzberg (645 m) |
| - Silbersberg (Heinrichshöhe, 716 m) | Jungberg |
| - Weißjackl (805 m)                  | |
| - Eichberg (818 m)                   | Hundsberg Schafkogel Haidenkogel Sechterberg Kahlenberg (Marienhöhe, 578 m) Gföhlriegl (Theresienhöhe, 580 m) Gottschakogel (Taferlberg, 760 m) |
| - Raachberg (908 m)                  | Weitblickshöhe |
| - Grasberg (1078 m)                  | |
| - Otter (1358 m)                     | Mitter-Otter (1297 m) Kleiner Otter (1327 m) Großer Otter (1358 m)                                                                              |
| - Gahns (1352 m)                     | |
| - Sonnwendstein (1523 m)             | Alpkogel (1414 m) Dürrkogel (1418 m) Erzkogel (1504 m)                                                                                          |
| - Raxalpe (2007 m)                   | |
| - Schneeberg (2075 m)                | |

### Gräben
Die Gräben um Gloggnitz haben alle eigene größere oder kleinere Wasserläufe, die in die beiden Haupttäler, das Auetal und das Schwarzatal fließen.
- der Duft- oder Kaltbachgraben (in das Auetal in Weißenbach mündend)
- der Kahofer- oder Sommerergraben (in das Auetal in Weißenbach mündend)
- der Graben mit der gleichnamigen Rotte; Grabl heißt die Fortsetzung gegen Raach zu
- der Abfaltersbachgraben
- die Wolfsschlucht oder der Tiefenbachgraben
- der Stuppachgraben
- der Buchbachgraben
- der Syhrngraben (erreicht mit den ihm vorgelagerten Rieden „Worrein“ und „Oberes Sirningfeld“ das Gloggnitzer Gemeindegebiet)
- der Hochgraben

### Geschützte Naturobjekte in Gloggnitz
| Objekt                    | ID     | geschützt seit | Ort                                                                             |
| ------------------------- | ------ | -------------- | ------------------------------------------------------------------------------- |
| Johannesfelsen            | NK-008 | 1929           | Schlossfelsen – Ostseite                                                        |
| Edelkastanie              | NK-041 | 1934           | Graben 8 (Dinhobl)                                                              |
| Zwei Eiben                | NK-028 | 1938           | Gloggnitz, Schlosspark                                                          |
| Eibe                      |        | 1938           | Obere Silbersbergstraße 24 (vor dem Haus Apfler), nicht mehr als ND ausgewiesen |
| Schwarzföhre              | NK-070 | 1942           | Eichberg, ÖBB Station                                                           |
| 2 Mammutbäume             | NK-139 | 1978           | Gloggnitz, Schlosspark                                                          |
| Hainbuchen-Mischwald      | NK-154 | 1981           | Stuppacher Au                                                                   |
| Sommerlinde               | NK-158 | 1982           | Hauptstraße 52 (im Garten des Wohnhauses), nicht mehr als ND ausgewiesen        |
| kleine Eibengruppe        | NK-172 | 1986           | Gloggnitz, Schlosspark                                                          |
| schlitzblättrige Rotbuche | NK-179 | 1991           | Stuppacherstraße 6 (Wohnhaus)                                                   |

### Gemeindegliederung

#### Ortschaften
Das Gemeindegebiet umfasst folgende zehn Ortschaften (in Klammern Einwohnerzahl Stand 1. Jänner 2025):

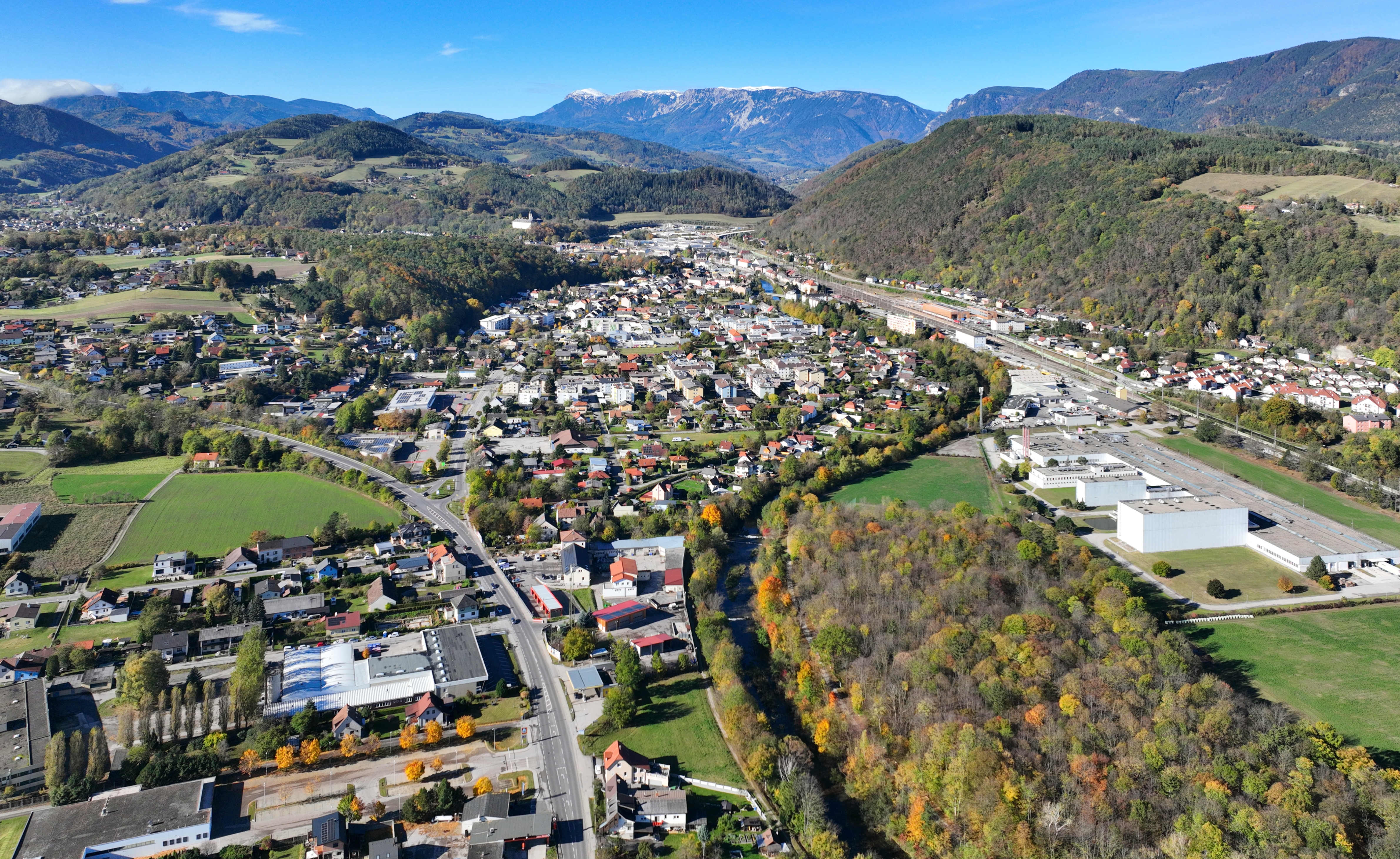
Ostansicht von Gloggnitz mit dem Raxmassiv im Hintergrund

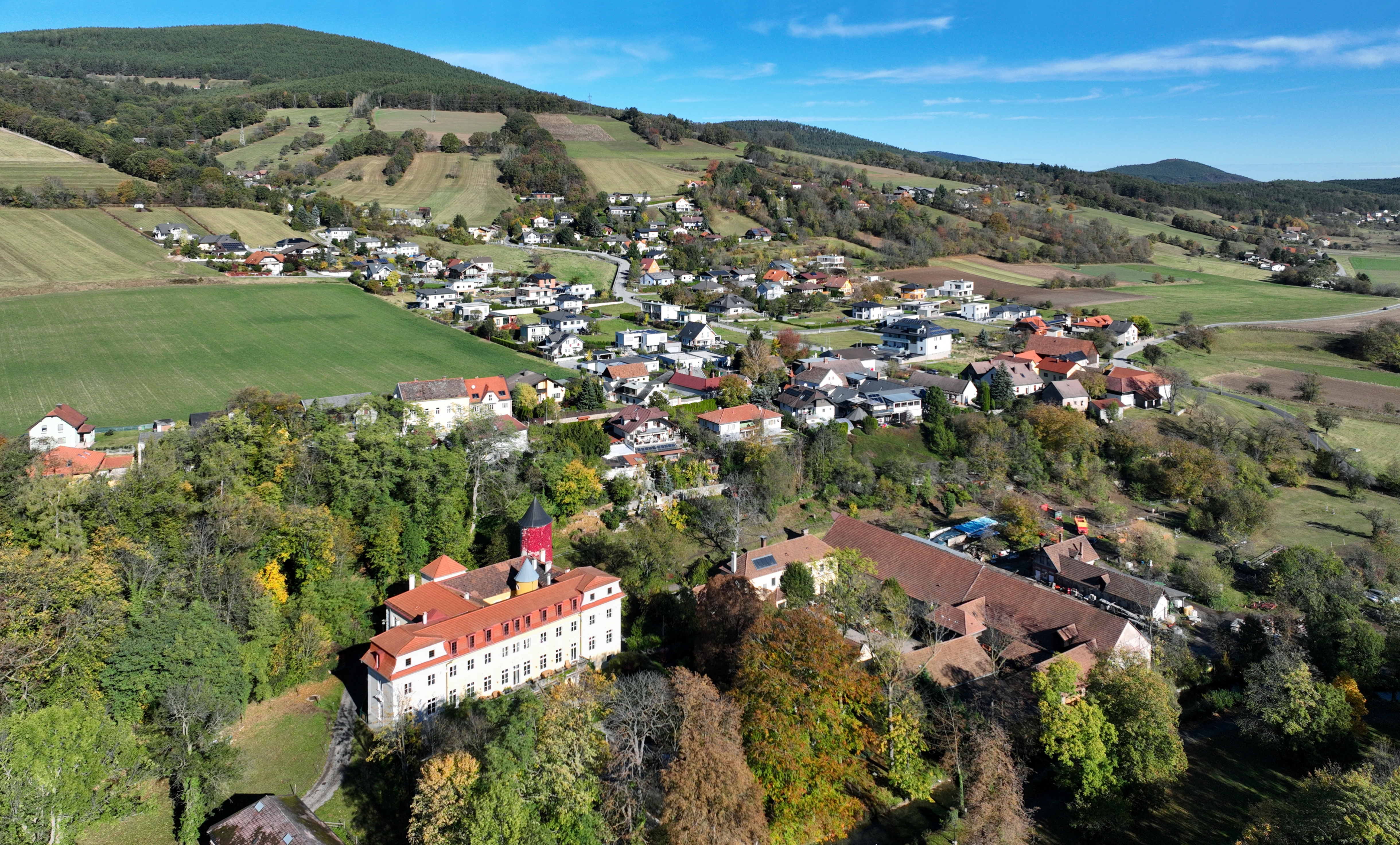
Südansicht von Stuppach mit dem Schloss Stuppach im Vordergrund

- Abfaltersbach (10)
- Aue (103)
- Berglach (22)
- Eichberg (55)
- Gloggnitz (5067)
- Graben (12)
- Heufeld (34)
- Saloder (20)
- Stuppach (451)
- Weißenbach (60)

#### Katastralgemeinden
Gloggnitz gliedert sich in zehn Katastralgemeinden. Sie entsprechen zumeist den einzelnen Ämtern der ehemaligen Propsteiherrschaft und waren von dieser die Steuergemeinden.
- Abfaltersbach:

Ein in einem Graben liegender Weiler. Der Name kommt von mhd. apfalter, affalter = wilder Apfelbaum.
- Aue:

Ort und Bach haben den gleichen Namen. Die Au bezeichnete früher ein wasserumflossenes Land, eine Insel oder auch das Flussufer.
- Berglach:

Ein Weiler am Hang des Weißjackls. Der Name ist zu deuten mit „bei den Berg(l)ern“, bei den Leuten auf dem Berg.
- Eichberg:

1343 wird unterschieden zwischen einem „Aichperchsuperior“ und einem „Aichperchinferior“, heute Vorder- und Hintereichberg. Nicht nur die zerstreut liegenden Häuser bzw. Weiler hießen Eichberg, auch der 4 km lange Gebirgsstock, der in mehrere Kogel, Hügel und Riegel aussteht.
- Gloggnitz (Furth und Gföhl):

Gloggnitz ist schon eine alte Siedlung. Als die ersten Benediktinermönche 1084 kamen und zehn Jahre hernach schon ein kleines Kloster errichtet hatten, soll es schon längst bestanden haben. Der Kern des Ortes liegt um den Hauptplatz (seit 1970 Dr.-Karl-Renner-Platz), der 1879 noch Anger war. Mehrmals wurde der Ortskern umgebildet.
- Graben:

Eine Rotte in einer Falte des Raachberges, auch als „Grabl“ bekannt.
- Heufeld:

Die Rotte schrieb sich 1343 Heveld später auch Häfeld.
- Saloder:

Eine Rotte von neun Häusern hieß 1347 Saloter. Die Straße von Stuppach hinauf wurde 1963 angelegt.
- Stuppach:

Nach Gloggnitz ist sie die größte und bedeutendste Katastralgemeinde der Ortsgemeinde Gloggnitz, sowohl bevölkerungsmäßig als auch wirtschaftlich. In vier Teile könnte man die KG gliedern: ins Dorf mit dem Schloss, die ehemalige Fabrik mit den Wohnhäusern, in den Buchbachgraben und den Stuppachgraben.
- Weißenbach:

Bach und Dorf haben den gleichen Namen.

## Geschichte

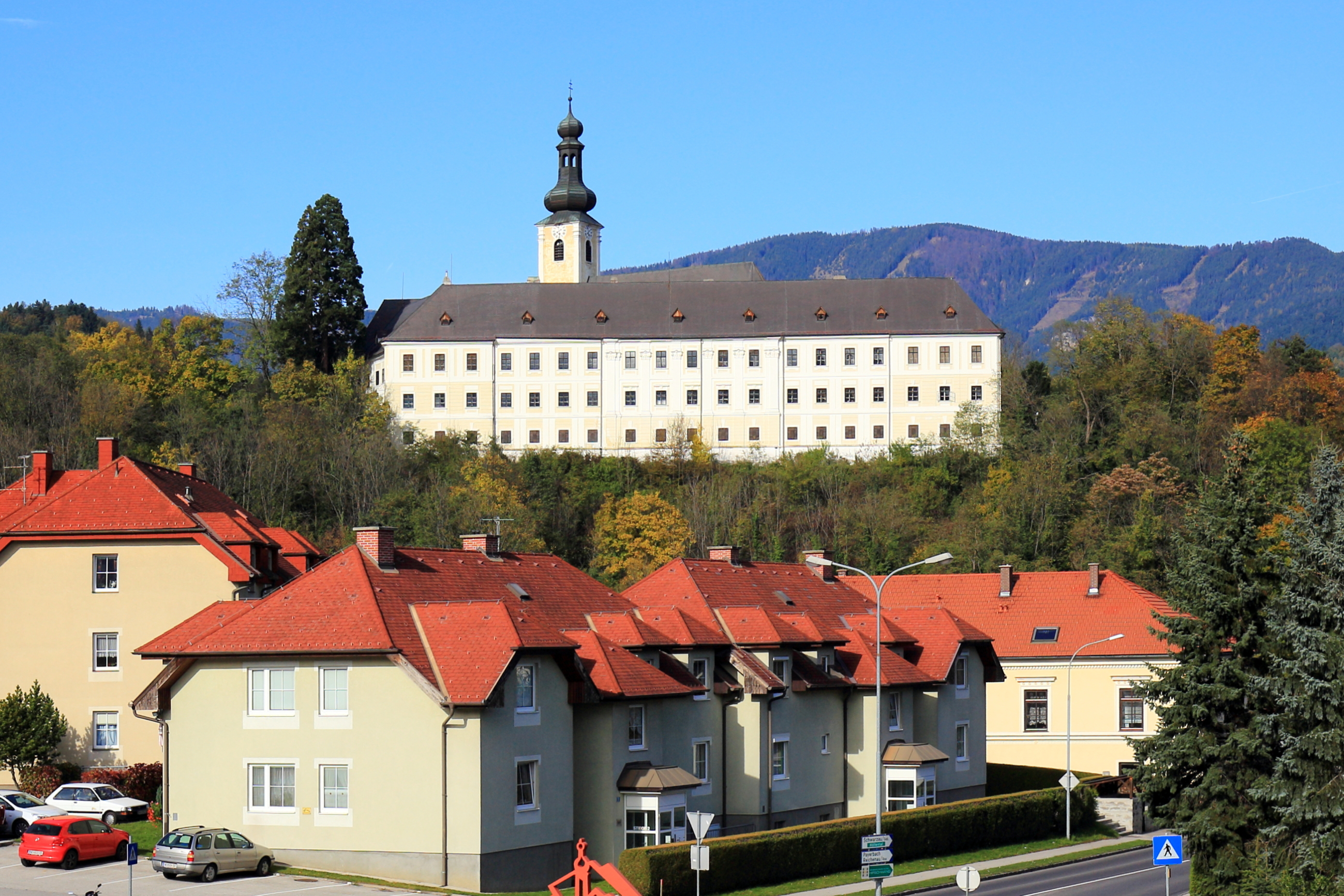
Schloss Gloggnitz

Die Besiedlung des Raumes um Gloggnitz dürfte in der Altsteinzeit erfolgt sein, wie einige Funde der Umgebung vermuten lassen. Der Name Gloggnitz lässt aufgrund seiner Endung mit -itz auf slawischen Ursprung schließen. Die Bedeutung des Namens Gloggnitz könnte mit Glocniza (Bach aus slaw. Klokotnica, bedeutet „glucksender Bach“ oder auch von glognica, Schlehdorn) angenommen werden.
Urkundlich wird Gloggnitz erstmals 1094 in einer Schenkungsurkunde des Grafen Ekbert I. von Formbach erwähnt. Von der Gründung des Klosters Gloggnitz bis zur Aufhebung des Klosters im Zuge der Säkularisation im Jahre 1803 prägt dieses die Geschichte von Gloggnitz.
Während dieser Zeit taucht 1556 die Bezeichnung Markt Gloggnitz erstmals in einem Dokument auf, nachweisbar ist die Bezeichnung Markt erst mit einer Urkunde von 1622.
Im Jahre 1819 verleiht Kaiser Franz I. das Privileg zur zweimaligen Abhaltung von Jahrmärkten. Ab der Mitte des 19. Jahrhunderts erfährt Gloggnitz durch die Industrialisierung einen Aufschwung. Es entstehen Fabriken für die Textilindustrie und die holzverarbeitende Industrie. 1842 wird die Bahnverbindung von Wien bis Gloggnitz (heute Teil der Südbahn) fertiggestellt, seitdem ist Wien schnell und leicht erreichbar.
Mit der Fertigstellung der Semmeringbahn (Erbauer: Carl Ritter von Ghega) im Jahr 1854 ist auch die Überwindung des Semmerings schneller möglich.
Die Erhebung zur Stadt erfolgte am 20. Oktober 1926.
Im Jahr 1948 erhielt Gloggnitz mit Kreszentia „Zenzi“ Hölzl – für 10 Jahre, bis 1958 – eine der ersten Bürgermeisterinnen Österreichs.
In Gloggnitz war die erste Kommandantur der Sowjetischen Truppen bei Kriegsende. Bereits am 3. April 1945 nahm hier der spätere Bundespräsident Karl Renner, der zu der Zeit in Gloggnitz wohnte, Kontakt mit der Besatzungsmacht zur Gründung der Zweiten Republik auf.
Im Jahr 1992 fand im Schloss Gloggnitz die NÖ-Landesausstellung „Die Eroberung der Landschaft Semmering – Rax – Schneeberg“ statt.

### Bevölkerungsentwicklung
| Gloggnitz: Einwohnerzahlen von 1869 bis 2025        | Gloggnitz: Einwohnerzahlen von 1869 bis 2025 | Gloggnitz: Einwohnerzahlen von 1869 bis 2025 | Gloggnitz: Einwohnerzahlen von 1869 bis 2025 | Gloggnitz: Einwohnerzahlen von 1869 bis 2025 |
| --------------------------------------------------- | -------------------------------------------- | -------------------------------------------- | -------------------------------------------- | -------------------------------------------- |
| Jahr                                                |                                              |                                              |                                              | Einwohner                                    |
| 1869                                                | 1869                                         |                                              | 3.688                                        | 3.688                                        |
| 1880                                                | 1880                                         |                                              | 4.005                                        | 4.005                                        |
| 1890                                                | 1890                                         |                                              | 4.480                                        | 4.480                                        |
| 1900                                                | 1900                                         |                                              | 5.296                                        | 5.296                                        |
| 1910                                                | 1910                                         |                                              | 6.428                                        | 6.428                                        |
| 1923                                                | 1923                                         |                                              | 7.214                                        | 7.214                                        |
| 1934                                                | 1934                                         |                                              | 7.269                                        | 7.269                                        |
| 1939                                                | 1939                                         |                                              | 7.240                                        | 7.240                                        |
| 1951                                                | 1951                                         |                                              | 7.081                                        | 7.081                                        |
| 1961                                                | 1961                                         |                                              | 7.228                                        | 7.228                                        |
| 1971                                                | 1971                                         |                                              | 7.123                                        | 7.123                                        |
| 1981                                                | 1981                                         |                                              | 6.271                                        | 6.271                                        |
| 1991                                                | 1991                                         |                                              | 5.996                                        | 5.996                                        |
| 2001                                                | 2001                                         |                                              | 6.159                                        | 6.159                                        |
| 2011                                                | 2011                                         |                                              | 6.041                                        | 6.041                                        |
| 2021                                                | 2021                                         |                                              | 5.877                                        | 5.877                                        |
| 2025                                                | 2025                                         |                                              | 5.834                                        | 5.834                                        |
| Quelle(n): Statistik Austria, Gebietsstand 1.1.2021 |                                              |                                              |                                              |                                              |

### Religion
Nach den Daten der Volkszählung 2001 waren 71,1 % der Einwohner römisch-katholisch, 7,2 % evangelisch und 4,3 % Muslime. 0,9 % gehörten orthodoxen Kirchen an, 13,9 % der Bevölkerung hatten kein religiöses Bekenntnis.

## Kultur und Sehenswürdigkeiten
Denkmalgebäude

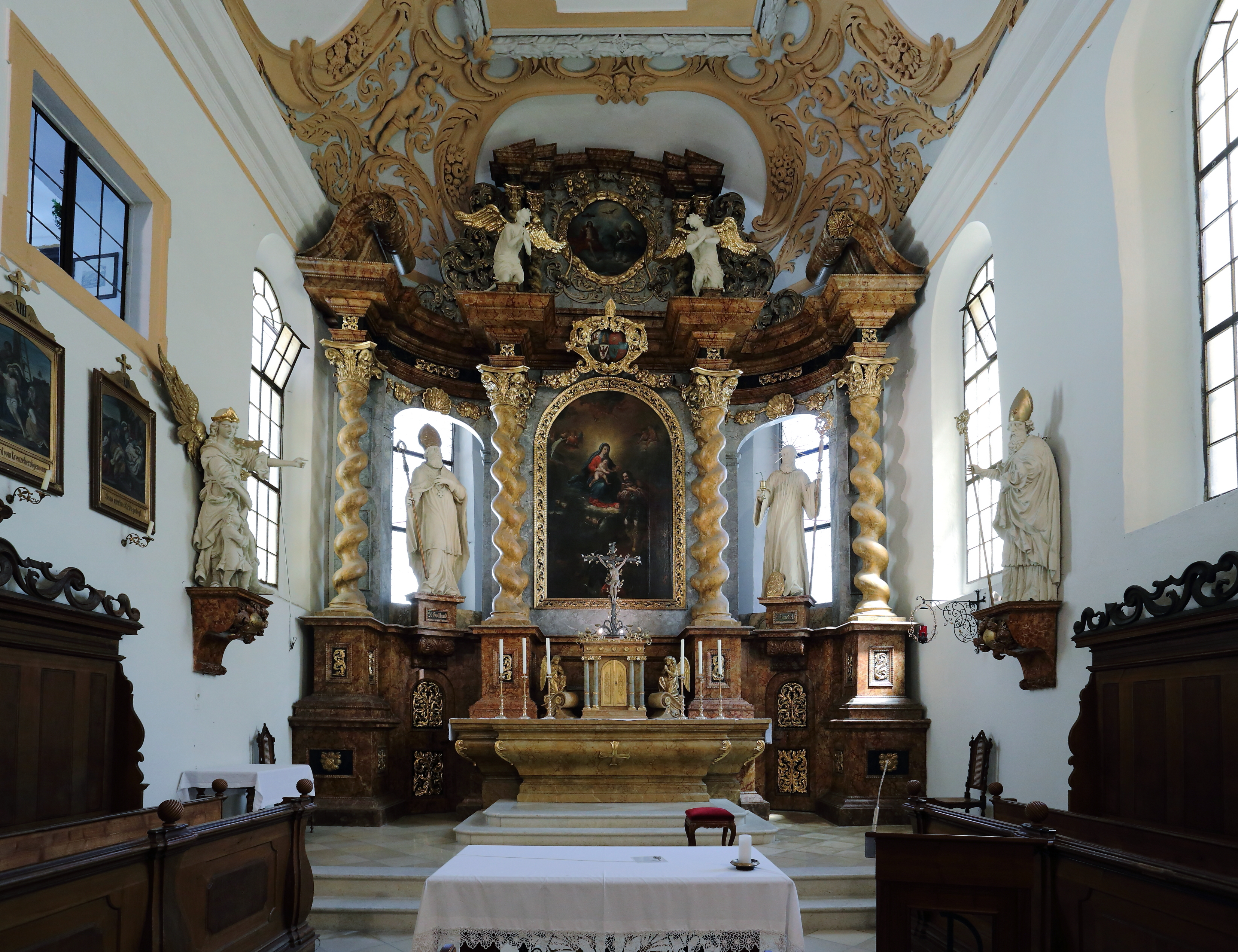
Hochaltar der Schlosskirche

- Schloss Gloggnitz mit der Schlosskirche
- Schloss Stuppach mit der Schlosskapelle St. Florian
- Renner-Villa Gloggnitz als Karl-Renner-Museum
- Sonderschule Gloggnitz, ehemalige Volksschule, ehemaliges Rathaus, mit Dr.-Karl-Renner-Bücherei

- Katholische Pfarrkirche Gloggnitz
- Evangelische Dreieinigkeitskirche
- Filialkirche St. Florian
- St.-Othmar-Kapelle
- Kapelle Maria Taferl

- Dr.-Karl-Renner-Brücke
- Kraftwerk Gloggnitz

Denkmäler
- Den barocken Johannes-Nepomuk-Bildstock auf dem Johannesfelsen unterhalb des Schlosses ließ Propst Franz Langpartner bei der Barockisierung des Klosters errichten. Der seit längerem arg beschädigte Bildstock wurde 1976 restauriert, die künstlerischen Arbeiten führte der Bildhauer Kessler aus.
- Das Kriegerdenkmal an der Nordwand der St.-Othmars-Kapelle, errichtet 1928, fertigte der Bildhauer Richard Ruepp aus dem Pustertal aus einem Kalkmonolithen von St. Margarethen (Burgenland) nach dem Entwurf des heimischen, zuletzt in Perchtoldsdorf lebenden Architekten Baurat Julius Bergmann an.
- Das Theodor-Maria-Vogel-Denkmal wurde 1962 in einer Grünanlage neben der Einbindung der Reichenauer Straße von der Sängerschaft des Schwarzatales zu Ehren des Ersten Obmannes und Mundartdichters Theodor Maria Vogel aufgestellt, aber 1976 vor die evangelische Dreieinigkeitskirche in die Hoffeldstraße verlagert. Die Bronzebüste stammt von dem bekannten Markenstecher Georg Wimmer aus Haßbach.
- Renner-Gedenkstein: Anlässlich des 100. Geburtstages von Österreichs erstem Bundespräsidenten der 2. Republik Karl Renner wurde auf dem alten Hauptplatz, der in Dr.-Karl-Renner-Platz umbenannt wurde, am 14. Dezember 1970 ein geschliffener Granitblock gesetzt. Er würdigt Renners Verdienste in der Ersten und zweiten Republik. Der spätere Ehrenbürger der Stadt Gloggnitz trat 1945 von hier aus mit den russischen Truppen in Kontakt und wurde danach als provisorischer Regierungschef nach Wien berufen.
- Ghega-Gedenkstein: Anlässlich des hundertjährigen Jubiläums der Semmeringbahn wurde 1954 der Gedenkstein für Karl Ritter von Ghega, den Planer und Erbauer der Semmeringbahn, von der Stadtgemeinde Gloggnitz in einer eigens geschaffenen Grünanlage auf der Zeile errichtet.

In der Umgebung
- Burg Wartenstein (Privatbesitz)
- Burg Kranichberg
- Beim Nordwestabhang des Schafkogels, in Eichberg, liegt die  Familiengruft der Familie Hainisch. Dort ist der erste gewählte Bundespräsident der Republik Österreich begraben. Michael Hainisch war von 1920 bis 1924 und von 1924 bis 1928 Bundespräsident Österreichs.

## Wirtschaft und Infrastruktur

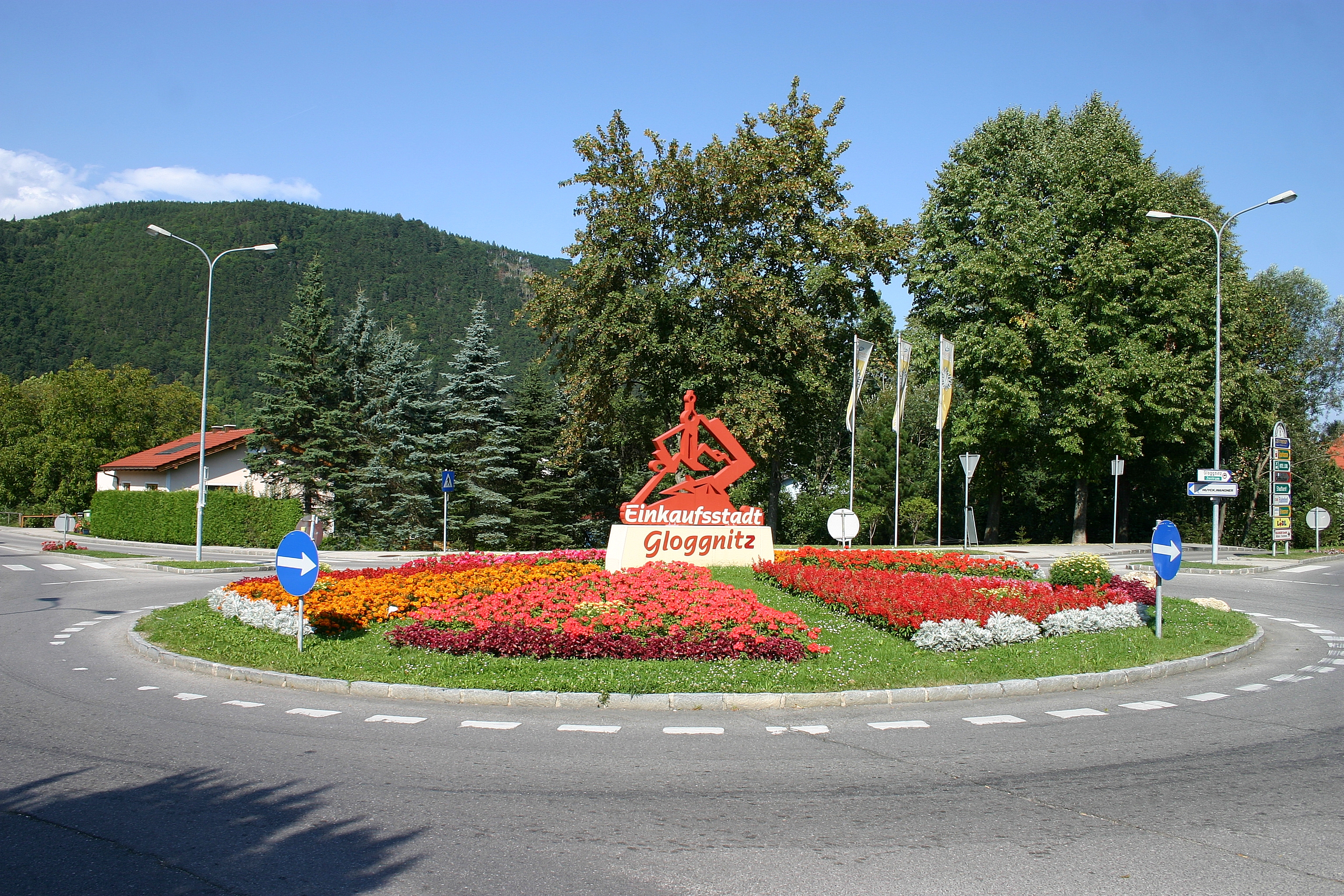
Gloggnitz präsentiert sich heute als Einkaufsstadt

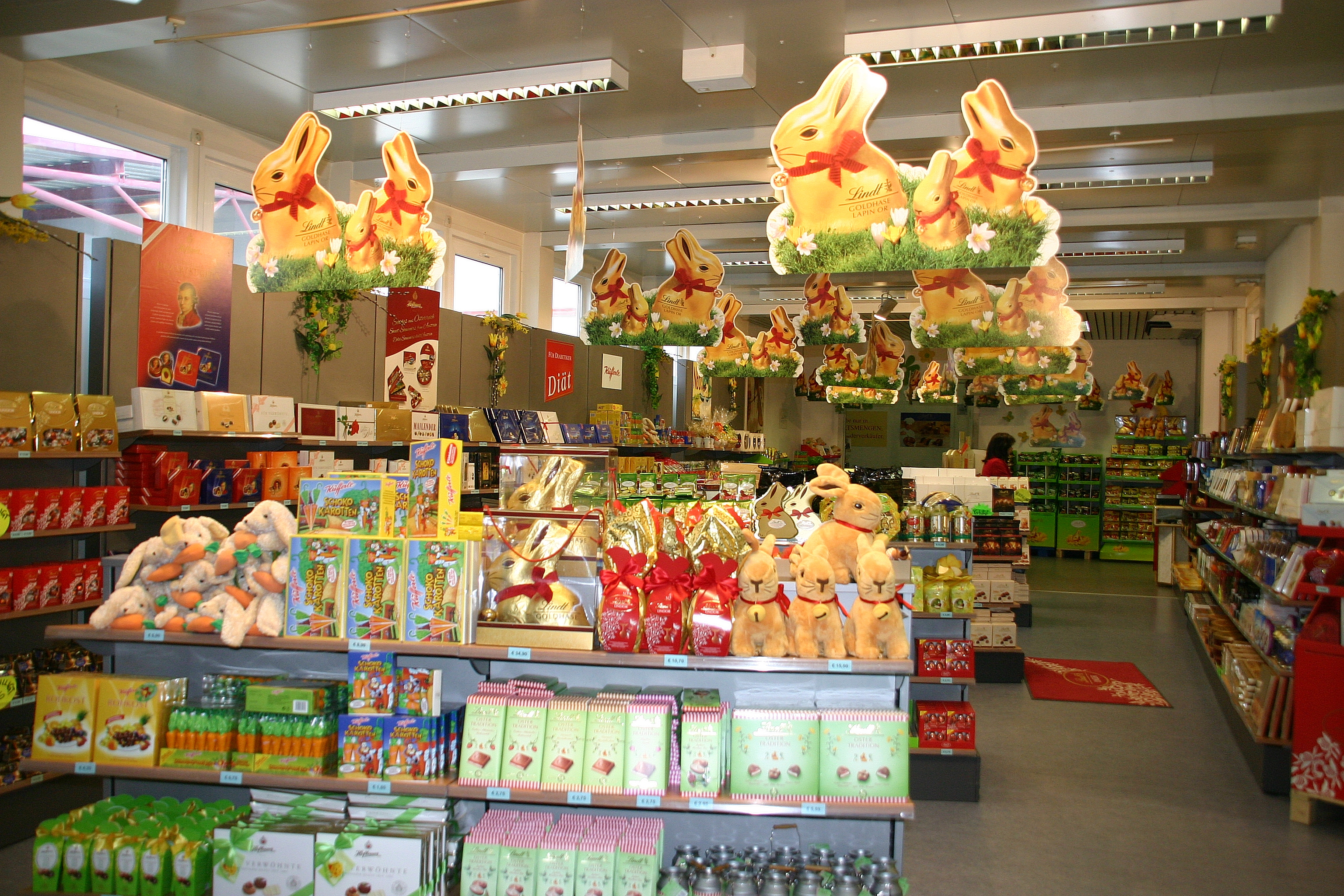
Verkaufsraum der Firma Lindt & Sprüngli

Die ursprüngliche Wirtschaft von Gloggnitz bestand aus der Pecherei, Land-, Forst- und Weinwirtschaft, wobei letztere in Gloggnitz auf Grund ungeeigneter klimatischer Bedingungen und der Lage nicht mehr existent ist.
Mit dem Kloster Gloggnitz entwickelten sich die ersten herrschaftliche Gewerbebetriebe und mit der Industriellen Revolution einige Fabriken.
Die gravierenden Veränderungen in allen Wirtschaftsbereichen sind in Gloggnitz mit Riesenschritten vonstattengegangen. War noch vor wenigen Jahrzehnten der kleinstrukturierte Gewerbebetrieb für das Wirtschaftsgeschehen verantwortlich, so hat sich in den letzten 30 Jahren Gloggnitz von einer fast reinen Gewerbe- und Eisenbahnerstadt zu einem wirtschaftlich pulsierenden Städtchen in fast allen unternehmerischen Bereichen entwickelt.
Heute gibt es in Gloggnitz mehrere Industriebetriebe, wie z. B. die Firma Huyck Austria, die Firma Karasek Anlagen- und Behälterbau und die Firma Lindt & Sprüngli, die es verstanden haben, in ihrer Sparte zur internationalen Spitze vorzustoßen.
Viele der Mittel- und Kleinbetriebe haben sich durch den persönlichen Einsatz der Firmeninhaber und durch das hohe fachliche Können ihrer Mitarbeiter zu Unternehmen entwickelt, die im In- und Ausland hohe Wertschätzung genießen. An vorderer Stelle seien hier die Firmen Koss, Pusiol und Wiedner genannt.
Zwei schlagkräftige Transportunternehmen stehen den Gloggnitzer Firmen auch für ihre Auslandsgeschäfte zur Verfügung, die Firma Sperrer in der Wiener Straße in Gloggnitz und die Firma Palka in Aue.
In einem speziellen Bereich, nämlich der Zucht- und Aufzucht von Junghühnern, hat sich die Firma Schropper durch Innovation und hohe fachliche Kompetenz zu einem der führenden Musterbetriebe dieser Sparte entwickelt.
Als Einkaufsstadt hat Gloggnitz zum Unterschied von anderen eher negativen Beispielen eine äußerst positive Entwicklung genommen. Durch hohe unternehmerische Risikobereitschaft und auch mit Unterstützung der Gemeinde ist es gelungen, ein Einkaufszentrum mitten im Ort zu entwickeln, welches zum Anziehungspunkt nicht nur für die Kunden aus Gloggnitz, sondern aus der ganzen Region geworden ist.
Der permanente Aufschwung wurde ganz wesentlich durch die Neugestaltung des Hauptplatzes, des Straßenraumes und der Gehsteige in der Innenstadt verstärkt. Inzwischen siedeln sich wieder neue, attraktive Geschäfte in Gloggnitz an. Dadurch bietet Gloggnitz wieder eine Vielfalt an Einkaufsmöglichkeiten, das Kaufen im Ort ist wieder in geworden.
Im Bereich der Gastronomie hat sich in den letzten Jahren ebenfalls einiges entwickelt, verschiedene Cafés, kleine Imbisslokale und mehrere Gasthäuser mit gutbürgerlicher Küche sowie mit internationalen Spezialitäten, bieten für jeden Gast etwas. Das Restaurant im Schloss Gloggnitz steht seit März 2001 für Hochzeiten und Feiern, aber auch für den Tagesgast zur Verfügung.
Der Verein für Stadtmarketing „Für Gloggnitz 2000-plus“ organisiert nicht nur die verschiedensten Veranstaltungen, sondern gemeinsam mit der Gemeinde einen permanenten Wochenmarkt, der als zusätzliche Attraktion am Hauptplatz wieder viele neue Besucher nach Gloggnitz bringt.

### Bergbau, Industrie und Industriegeschichte
Durch die geologische Lage am Rande der paläozoischen Grauwackenzone finden sich im Umkreis von Gloggnitz einige Erze und andere Bodenschätze, sodass sich verschiedener Bergbau entwickelte. Unter den Lagerstätten sind zu erwähnen: Grillenberg (Eisen), Gloggnitz und Aue (vor allem Magnesit), und die am Fuße des Semmering-Passes liegenden Abbaue für Baryt (am Kleinkogel) und für Gips (Schottwien). Geologen haben darüber hinaus im Bezirk Gloggnitz hunderte weitere Minerale gefunden, darunter auch den bisher unbekannten, nach dem Ort Hart benannten Hartit (jetzt: Branchit).

Industrieanlagen und Verkehrsverbindungen im Schwarzatal um 1873 (Aufnahmeblatt der 3. Landesaufnahme)

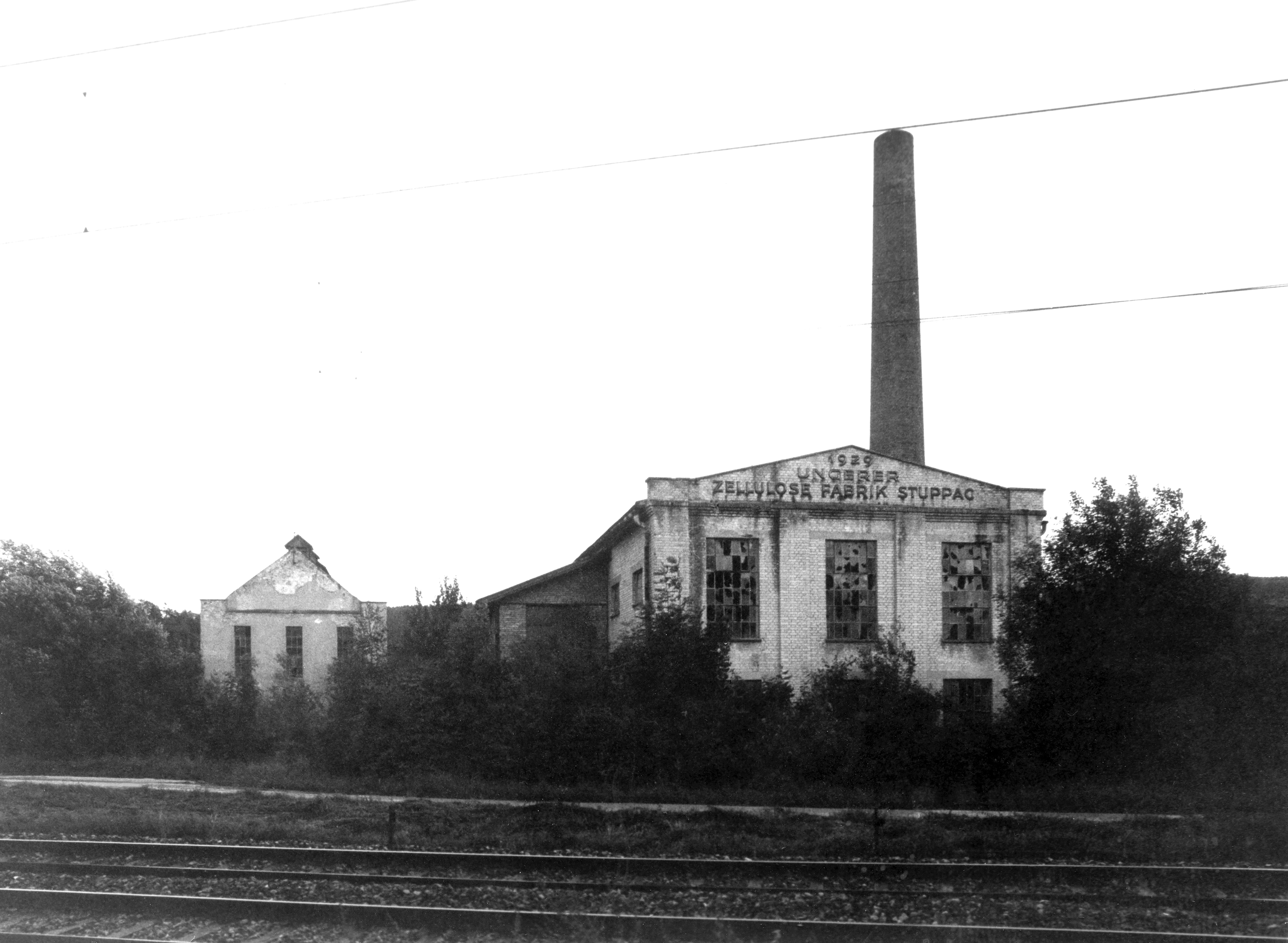
Ehemalige Zellulosefabrik Stuppach, vom Südbahngleis aus gesehen (ca. 1979)

Größere Bedeutung bis weit ins 20. Jahrhundert hatte die Braunkohle, die vor allem bei Enzenreith und Hart von den Harter Kohlenwerken abgebaut wurde. Im letztgenannten Ortsteil gibt es ein gut bestücktes Bergbau- und Heimatmuseum, das auch Programme für Kinder und für Mineraliensuche anbietet. Neben einer Ausstellung über Gerätschaft und Kultur der Knappen gibt es auch den „Erinnerungstollen“. Er erinnert an ein großes Grubenunglück, das sich am 26. Juni 1924 in einem Stollen des Kohlebergwerks Hart ereignete.
Neben dem Bergbau entwickelte sich auch die Verhüttung. So gab es in Gloggnitz die erste Nickelhütte der Habsburgermonarchie, die u. a. Nickel und Arsen aus der Hopfriesen bei Rohrmoos (Schladming) verarbeitete.
Zu Fabriksgründungen im Gloggnitzer Gemeindegebiet kam es erst ab 1840, verarbeitet wurden und werden vor allem Eisen, Textilien, Holz und Kunststoffe.
In Stuppach errichtete Kapar Erdl 1845 eine Spinnfabrik. Der gesamte Besitz der Erdl'schen Spinnfabrik ging 1895 von den Erben an die AG der Papierfabrik Schlöglmühl über.
Im Jahre 1870 baute die Fürstin Franziska von Liechtenstein die Papierfabrik in Stuppach und 5 Jahre danach die Zellulosenfabrik. Beide gingen in den Besitz der k.k. privilegierten Papierfabrik Schlöglmühl über, die 1908 die Werke in Stuppach und Schlöglmühl an die Neusiedler AG verkaufte. Die NAG legte 1957 die Zellulosenfabrik und 1972 die Papierfabrik still. In der besten Zeit (1956) hatten die Stuppacher Werke bis 400 Mitarbeiter.
Die zweite große Fabrik aus der Gründerzeit, die noch in Betrieb ist, ist die Filztuchfabrik. 1852 gründeten die Brüder Volpini de Maestri im Stadtgebiet Gloggnitz eine Streichgarnspinnerei, die sie 1871 in eine Kappenfabrik (Fezfabrik) umbildeten. Im Jahre 1908 wurde die neue Anlage auf dem Oberen Zeilfeld geschaffen. Nach dem Ersten Weltkrieg (1923) wurde das Gloggnitzer Werk ausgegliedert und als AG der österreichischen Fezfabriken selbstständig weitergeführt. Neben der Tuchproduktion wurden schon 1945 Papierfilze und technische Gewebe hergestellt. Von 1950 bis 1955 wurde das Werk bedeutend vergrößert. Seit 1967 werden nur mehr technische Produkte erzeugt (Filze für Papier- und Asbestzementindustrie, synthetische Filze, Nadelfilze) als einziger Produzent in Österreich. 1975 ging das Werk in den Besitz der Huyck Corporation in North Carolina (USA) über. 1980 wurde die Huyck Corporation in den BTR-Konzern in Boston eingegliedert und gehört seit 1999 dem Konzern Xerium S.A. an. Zur besten Zeit waren in Gloggnitz fast 900 Personen beschäftigt.
1974 etablierte sich in einem Neubau in Gloggnitz die Kunststofffabrik Roco-Modellspielwaren und gab ihre Provisorien in Schmidsdorf und Furth auf. Sie ist die Zweigstelle des von Heinz Rössler gegründeten Salzburger Betriebes und erzeugt für diesen Schienen, Weichen, Motoren, Platinen, Stromabnehmer, Steuerungen und Räder für Modelleisenbahnen.
Der jüngste Industriebetrieb ist die Schokoladen- und Zuckerwarenfabrik Lindt & Sprüngli (F.L. Hofbauer AG), die im Industriegebiet Stuppach, zwischen Schwarza und Südbahn, eine der modernsten und umweltfreundlichsten Produktionsstätten Europas errichtete und 1993 in Betrieb nahm. Je nach Saison (Ostern, Weihnachten) sind dort 300-350 Personen, überwiegend Frauen beschäftigt.
Bedeutend ist auch die 1967 im Industriegebiet Stuppach gegründete Norbert Karasek GmbH für Anlagenbau, die als „KarasekGroup“ 1996 die Firma GIG Attnang-Puchheim übernahm und sich 1998 nach Graz ausweitete. Neben den Hauptmärkten Deutschland und Österreich wurde seit 1998 ein internationales Vertriebsnetz aufgebaut, welches derzeit acht Länder umfasst. Seit 2005 baut der Familienbetrieb als „GIG Karasek GmbH“ Anlagen für Chemische Industrie, Papier- und Zellstoff- sowie Pharma- und Lebensmittelindustrie.

### Landwirtschaft
Während es nach dem Ersten Weltkrieg im Marktgebiet noch bäuerliche Wirtschaftsbetriebe (Mauser, Baumgartner, Pirner, Pusiol, Hönigschnabel), gibt es heute kein Bauernhaus mehr im Stadtgebiet, das hauptberufliche Bauern betreiben. Im ganzen Gemeindegebiet gab es nach Angabe der Bezirksbauernkammer Gloggnitz im Jahr 2005 noch 81 landwirtschaftliche Betriebe, davon 9 Vollerwerbsbetriebe, 11 Zuerwerbsbetriebe und 60 Nebenerwerbsbauern.
Der deutliche Rückgang der Landwirtschaft ist schon an der großen Bautätigkeit zu erkennen, die nur durch Abverkauf landwirtschaftlicher Gründe als Baugründe florieren kann, dazu auch die Ergebnisse der Bodenerhebungen und Viehzählungen.
Viel Ackerland ging der Landwirtschaft verloren und ist heute verbautes Gebiet mit größeren oder kleineren Hausgärten.
Selbst der Forstgarten besteht nicht mehr, nur die Forstgartenstraße erinnert an ihn. Er wurde 1908 als Bundesforstgarten angelegt, mit einem Ausmaß von 1,64 ha, hat aber durch den Bau der Umfahrungsstraße von Gloggnitz 0,52 ha eingebüßt. 1968 wurde er Landesforstgarten. Man züchtete Weiß- und Schwarzkiefern, Lärchen, Fichten, fallweise auch Bergahorn, Eiche und Götterbaum und belieferte vorwiegend die Waldbesitzer des Bezirkes Neunkirchen in Mengen von 10 bis 20.000 Stk. Vier Frauen waren von April bis Oktober zuletzt beschäftigt. Der hierzu notwendige Samen stammte aus den Klenganstalten in Wiener Neustadt. 1971 wurde der Forstgarten aufgelassen.
Die Arbeit der Bauern ist heute weitgehend technisiert und modernisiert, von den Stallarbeiten bis zu den Feld- und Waldarbeiten. Das erleichtert den Bauern ihre schwere Arbeit, ist aber auch ein Mittel, der anhaltenden Landflucht etwas zu begegnen. Und die Technisierung ermöglicht es den Bauern, einen Nebenerwerb auszuüben. Man spricht heute von Vollerwerbs-, Nebenerwerbs- und Zuerwerbsbetrieben.
Wurden früher die Interessen der Bauern von landwirtschaftlichen Vereinen (Kasinos) vertreten, so tut dies heute die 1924 gegründete Bezirksbauernkammer Gloggnitz. Bezugsquelle und Lieferstelle ist das Raiffeisenlagerhaus Neunkirchen-Gloggnitz und Umgebung reg. Genossenschaft mbH. in der Hofbauer-Straße 4. Seit 1921 bestand die landwirtschaftliche Genossenschaft Payerbach-Reichenau, die eine Filiale am Bahnhof Gloggnitz errichtete. Beim Einmarsch der Russen 1945 brannte sie nieder. Die Filiale brachte man in Mietlokalen unter, bis die Genossenschaft nach Ankauf und Aufstellung einer abgetragenen Sägewerkshalle 1953 eine neue Filiale Gloggnitz eröffnete, die aber bald das Stammhaus in Payerbach überflügelt hatte. So wurde der Firmensitz 1960 nach Gloggnitz verlegt. 1962 wurde eine neue Werkstätte ins Leben gerufen. Die Zentralisierungsbestrebungen des Raiffeisenverbandes bewirkten eine Fusionierung der Lager Neunkirchen und Gloggnitz im Jahr 1971.

### Wasserversorgung

#### Geschichtlicher Rückblick
Zum Zeitpunkt der Schaffung des Wasserwerkes im heutigen Gemeindegebiet von Gloggnitz gab es noch kein Wasserleitungsnetz wie heute. Die Bevölkerung musste das Wasser von insgesamt 15 Entnahmestellen am Silbersberg, in der Hauptstraße, in der Wiener Straße und in Hart holen. Der damalige Ort wurde von der „Duftquelle“ versorgt, die eine Schüttung von 350 m³/Tag aufwies und mit einem 600 m³-Hochbehälter ausgerüstet war.

#### Die Wasserversorgung heute
Die „Palka-Quelle“ (Schüttung 2592 m³/Tag) versorgt die Katastralgemeinden Aue und Weißenbach sowie den Großteil der Gloggnitzer Bevölkerung und fließt mittels einer 5,5 km langen Freispiegelleitung in den Hochbehälter Hart, der ein Fassungsvermögen von 2600 m³ aufweist. Das Wasser der Palka-Quelle wird mittels UV-Anlage entkeimt.
Gesamthärte (GH): ca. 20°, davon Carbonathärte (CH): 9,3°.
Die „Eichberg-Quelle“ (GH 5,8° / CH 4°) versorgt vier Häuser der Katastralgemeinde Eichberg mit Wasser. Die Entkeimung der Eichbergquelle erfolgt mittels Natriumhypochloritlauge.
Die „Fliedergrabenquelle“ (GH 3,9° / CH 3,7°) versorgt 40 Häuser in Stuppach (Saloderstraße und Buchbachgraben). In Stuppach befindet sich auch ein zweiter Hochbehälter mit einem Fassungsvermögen von 600 m³. Die Entkeimung der Fliedergrabenquelle erfolgt ebenfalls mittels Natriumhypochloritlauge.
Die Bewohner der KG Heufeld werden zur Gänze vom Wassernetz (GH 9° / CH 8°) der Marktgemeinde Payerbach versorgt.
Das gesamte Wassernetz hat circa 1850 Hausanschlüsse und 150 Hydranten. Die Hauptleitungen haben einen Durchmesser zwischen 50 und 350 mm und eine Gesamtlänge von etwa 80 km. Der Wasserverbrauch liegt zwischen 2000 und 2500 m³ pro Tag.

### Verkehrslage
Gloggnitz liegt an der Wiener Neustädter Straße B 17 (Wien – Semmering), die seit 1963 die Stadt umfährt. Gloggnitz ist ein Straßenknotenpunkt als Ausgangspunkt der Höllental Straße B 27 (Gloggnitz – Reichenau), der Landesstraßen L134 (Gloggnitz – Otterthal – Kirchberg am Wechsel), L4163 (Gloggnitz – Prigglitz) und L4160 (Gloggnitz – Hart). Seit 1989 verfügt Gloggnitz über eine eigene Abfahrt von der Semmering Schnellstraße S6 und ist damit auch direkt mit dem österreichischen Autobahnnetz verbunden.
Gloggnitz war Kopfbahnhof der Südbahn, bevor die Bergstrecke über den Semmering ins Mürztal errichtet wurde.

#### Straße
Gloggnitz hat eine Abfahrt der Semmering-Schnellstraße S 6, die im Nordosten am Knoten Seebenstein in die Südautobahn A 2 mündet, die nordwärts nach Wien (75 km entfernt) führt und südwärts zweckmäßig bis Gleisdorf (125 km) gefahren wird.
15 km südwestlich führt die S 6 über den Bergsattel Semmering ins Mürztal, passiert nach etwa 66 km Kapfenberg und Bruck, wo am Schnellstraßendreieck sich geradlinig in der Mur-Mürzfurche die S 36 Richtung Westsüdwesten nach St. Michael in Obersteiermark fortsetzt (für Kärnten vom Nordosten und Oberösterreich vom Südosten) und weiters die S 35 südwärts über die A 9 nach Graz (118 km) und das Autobahnkreuz mit der A 2 bei Seiersberg (123 km).

#### Eisenbahn

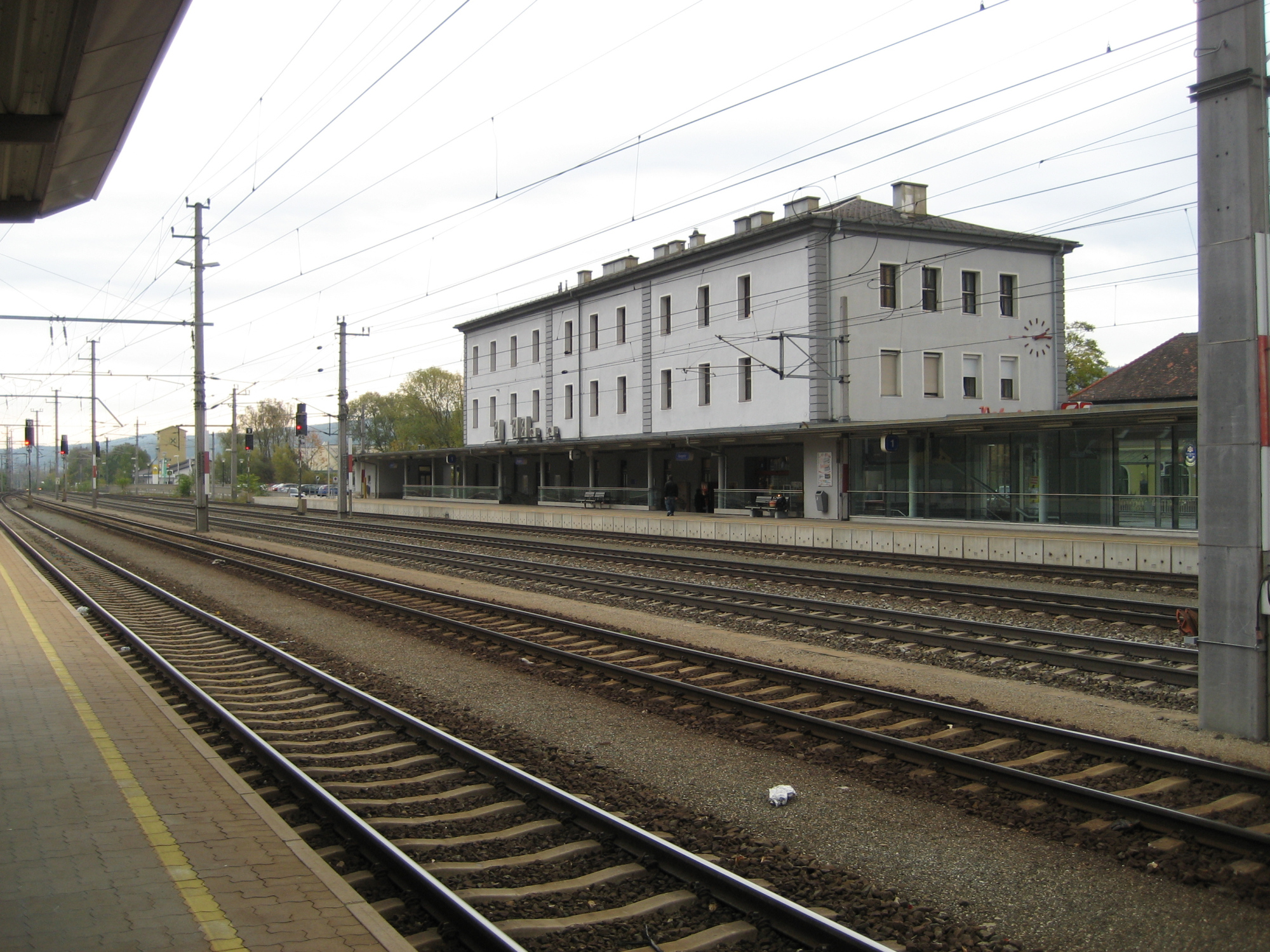
Bahnhof Gloggnitz (2010)

Südbahn nach Wien und nach Triest bzw. Graz–Spielfeld/Straß nach Slowenien. Am Bahnhof Gloggnitz halten Züge Richtung Payerbach-Reichenau bzw. Richtung Wien Floridsdorf, Retz, Znojmo, Bernhardsthal und Břeclav.

#### Busverbindungen
(betrieben durch Retter Linien)
- Gloggnitz – Raach am Hochgebirge – Otterthal – Kirchberg a.W.
- Gloggnitz – Enzenreith – Kranichberg – Kirchberg a.W.
- Gloggnitz – Schottwien – Maria Schutz – Semmering
- Gloggnitz – Prigglitz
- Gloggnitz – Neunkirchen
- Gloggnitz – Payerbach

### Fußball
- SV Gloggnitz

### Sportmöglichkeiten

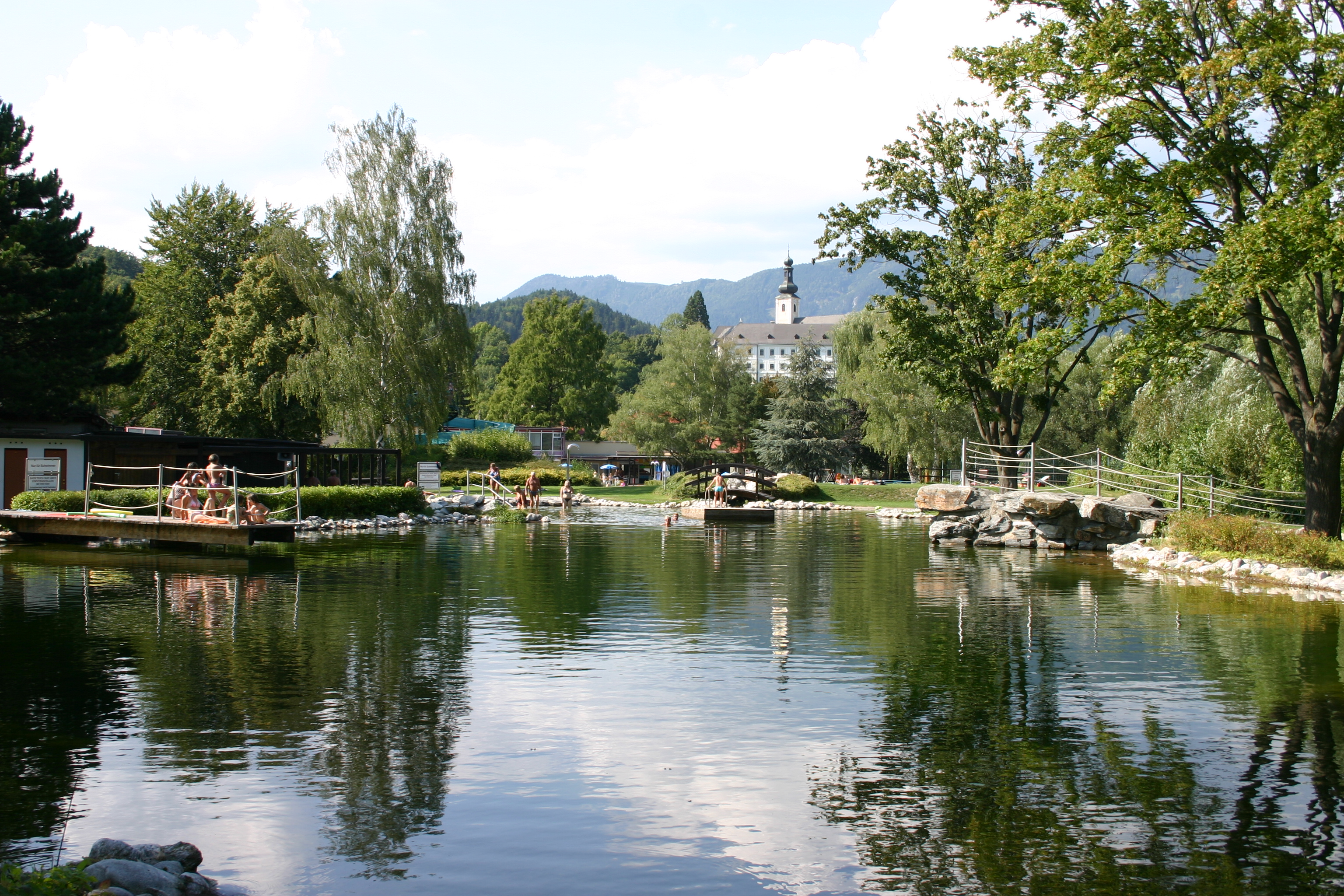
Das Naturbad

Gloggnitz bietet in der Stadt und in der nahen Umgebung mehrere Sportmöglichkeiten:
- Der neue Eislaufplatz Gloggnitz
- Das Naturbad Gloggnitz
- Rad: Schwarzataler Radwanderweg, Mountainbiking
- Skaten am Skaterpark in der Nähe des Bahnhofs Gloggnitz
- Fitnessparcours – Im Harter Wald: Ganzkörpertraining für Bauch-, Bein-, Rücken- und Oberkörpermuskulatur, Training auf Ausdauer
- Billard – 1. Billardsportklub Schwarzatal (Karambol) für Vergnügungs- und Turnierspieler im 1. Stock des Naturbades Gloggnitz. Uneingeschränkter Spielbetrieb für Mitglieder, Gäste nur in Begleitung eines Mitglieds, Lern- und Trainingsmöglichkeit mit geprüftem Trainer, spezielle Jugendbetreuung, Teilnahme an Einzel- und Mannschaftsmeisterschaften, 3 Turnierbretter
- Tennis – Freiplätze gibt es in der Rennergasse und in der Zeile, eine Tennishalle in der Zeile
- Bogenschießen – Schießplatz am Stuppacher Sportplatz
- Schießstand – Kleinkaliber, Pistolen und Tontauben in der Wolfsschlucht
- Städtische Sportanlage (Stadion): Die Sportanlage gleicht einem kleinen Alpenstadion mit zum Teil gedeckter Zuschauertribüne und einem Fassungsraum von etwa 5.000 Zuschauern. Mit Fußball-, Basketballplatz, Weit- und Hochsprunganlage.
- Stuppacher Sportplatz – zwischen Allee und Schwarzafluss am Ende der Stuppacher Au
- Wanderwege – Gloggnitzer Rundwanderweg
- Reiten – Gloggnitzer Reitverein
- Schach – Schachklub Gloggnitz
- Paddeln
- Angeln – 1. Gloggnitzer Fischereiverein
- Klettern
- Segelfliegen in den Alpen – mit der „Landewiese Gloggnitz“

Die nächstgelegene Campingmöglichkeit befindet sich in Reichenau.

## Politik

### Gemeinderat
Der Gemeinderat hat 29 Mitglieder.
- Mit den Gemeinderatswahlen in Niederösterreich 1990 hatte der Gemeinderat folgende Verteilung: 16 SPÖ, 12 ÖVP, und  FPÖ
- Mit den Gemeinderatswahlen in Niederösterreich 1995 hatte der Gemeinderat folgende Verteilung: 14 SPÖ, 11 ÖVP, 3 FPÖ, und 1 Grüne.[4]
- Mit den Gemeinderatswahlen in Niederösterreich 2000 hatte der Gemeinderat folgende Verteilung: 21 SPÖ, 9 ÖVP, 1 FPÖ, und 1 Grüne.[5]
- Mit den Gemeinderatswahlen in Niederösterreich 2005 hatte der Gemeinderat folgende Verteilung: 18 SPÖ, 6 ÖVP, und 2 Grüne.[6]
- Mit den Gemeinderatswahlen in Niederösterreich 2010 hatte der Gemeinderat folgende Verteilung: 13 SPÖ, 8 Wir für Gloggnitz Liste Gölles, 6 ÖVP, 1 FPÖ, und 1 Grüne.[7]
- Mit den Gemeinderatswahlen in Niederösterreich 2015 hatte der Gemeinderat folgende Verteilung: 13 Wir für Gloggnitz Liste Gölles, 9 SPÖ, 5 ÖVP, 1 FPÖ, und 1 Grüne.[8]
- Mit den Gemeinderatswahlen in Niederösterreich 2020 hatte der Gemeinderat folgende Verteilung: 14 Wir für Gloggnitz Liste Gölles, 8 SPÖ, 5 ÖVP, 1 Grüne und 1 FPÖ.[9]
- Mit den Gemeinderatswahlen in Niederösterreich 2025 hat der Gemeinderat folgende Verteilung: 17 Wir für Gloggnitz Liste Gölles, 4 ÖVP, 4 SPÖ, 3 FPÖ und 1 Grüne.[10]

### Bürgermeister
| Amtszeit  | Name                | Geburtstag | Sterbetag  | Beruf                       |
| --------- | ------------------- | ---------- | ---------- | --------------------------- |
| 1850–1864 | Johann Gruber       |            |            | Glaser                      |
| 1864–1865 | Josef Grimminger    |            |            | Notar                       |
| 1865–1867 | Carl Oberdorfer     |            |            | Mühlenbesitzer              |
| 1867–1870 | Anton Hönigschnabel |            |            | Hausbesitzer                |
| 1870–1905 | Johann Wochesländer | 08.03.1828 | 18.04.1914 | Seifensiedermeister         |
| 1905–1911 | Julius Rabensteiner | 14.10.1851 | 03.08.1941 | Fleischhauermeister         |
| 1911–1919 | Karl Kubacsek       |            |            | Baumeister                  |
| 1919–1934 | Franz Dittelbach    | 03.11.1883 | 24.10.1941 | Eisenbahn-Bediensteter      |
| 1934–1938 | Isidor Harsieber    | 19.08.1891 | 20.12.1964 | Landwirt und Politiker      |
| 1938–1945 | Hans Hafner         | 24.02.1909 | 19.03.1995 | Beamter                     |
| 1945–1945 | Josef Höllerbauer   |            | 08.10.1945 | Fabriksarbeiter             |
| 1945–1948 | Emanuel Schreiber   | 09.12.1895 | 22.03.1966 | Färbermeister               |
| 1948–1958 | Creszentia Hölzl    | 28.11.1893 | 25.08.1958 | Trafikantin und Politikerin |
| 1958–1965 | Franz Scherhaufer   | 21.12.1890 | 20.11.1987 | Eisenbahn-Bediensteter      |
| 1965–1972 | Karl Grettler       | 29.10.1910 | 25.09.1991 | Beamter                     |
| 1972–1974 | Ernest Franz        | 02.01.1919 | 13.12.1992 | Betriebsratsobmann          |
| 1974–1982 | Erich Santner       | 11.05.1920 | 01.01.2001 | Arbeitsamtsleiter           |
| 1982–1989 | René Fortelny       | 30.08.1925 | 02.10.1998 | Beamter                     |
| 1989–1999 | Jürgen Cserny       | 09.08.1940 |            | kaufmännischer Direktor     |
| 1999–2010 | Werner Müllner      | 28.03.1953 |            | Musikschuldirektor          |
| 2010–2024 | Irene Gölles        | 13.01.1954 |            | Vertragsbedienstete         |
| seit 2024 | René Blum           |            |            |                             |

### Wappen
Um das Jahr 1084 soll Ekbert I., Graf von Formbach-Neuburg (Bayern) und Pütten ein Gebiet im Raum des heutigen Gloggnitz verschenkt haben. Dieses Gebiet wird aber in der Schenkungsurkunde als „Gebiet wo die Glocniza in die Schwarza mündet“ bezeichnet. Glocniza bedeutete damals so viel wie „glucksender (sprudelnder) Bach“.
Etwa zur gleichen Zeit befand sich im heutigen Stadtgebiet bereits die erste Mönchszelle des späteren, 1803 profanierten Benediktinerklosters. Bis zum Ende des 12. Jahrhunderts wurde die Kunst des Glockengusses hauptsächlich von Benediktinermönchen ausgeübt. Aus dem Jahre 1155 stammt die erste schriftlich niedergelegte theoretische Abhandlung über den Glockenguss.
Nach dem Erlangen des Stadtrechtes im Jahre 1926 wurde vom Gemeinderat am 9. November 1926 schließlich beschlossen, dass die Stadt von nun an auch ein Wappen führen soll. Obwohl der Name von Gloggnitz eigentlich nichts mit einer Glocke zu tun hat, wurde Teil des Wappens die Glocke, die schon die Benediktinermönche benützten. Der Ortsname wurde also im Sinne einer Volksetymologie gedeutet.

## Persönlichkeiten

### Söhne und Töchter von Gloggnitz
- Michael Hainisch (1858–1940), geboren in Aue, 1920–1928 österreichischer Bundespräsident
- Matthias Herrmann (1870–1944), geboren in Gloggnitz, Lehrer und Politiker
- August Zellner (1879–1956), geboren in Gloggnitz, Richter an obersten Gerichtshöfen
- Erwin Hainisch (1895–1964), geboren in Eichberg, Kunsthistoriker, Denkmalpfleger und Landeskonservator von Oberösterreich
- Reginald Zupancic (1905–1999), Abt des Stiftes Melk 1973–1975
- Otto Sagmeister (1906–1985), Genossenschafter, Manager und Politiker (SPÖ)
- Friedrich Brettner (* 1935), geboren in Gloggnitz, Gendarmeriebeamter und Chronist
- Dieter Haspel (1943–2016), Regisseur und Theaterleiter
- Heidi Harsieber (* 1948), Fotokünstlerin

### Mit Gloggnitz verbundene Persönlichkeiten
- Isidor Harsieber (1891–1964), Landwirt, Bürgermeister und Abgeordneter zum Landtag von Niederösterreich
- Albert Hoffmann (* 1945), Maler
- Madeleine Petrovic (* 1956), Klubobfrau der Grünen im NÖ Landtag
- Karl Renner (1870–1950), Politiker und Jurist

### Gäste
- 1184 Walt(h)er von der Vogelweide
- 1204 Bischof Wolfger von Passau
- 1227 und 1240 Ulrich von Liechtenstein
- 1282 der römisch-deutsche König Rudolf von Habsburg
- 1334 die Herzöge Albrecht und Otto von Österreich
- 1451 Franziskaner-Wanderprediger Johann(es) von Capistran(o)
- Kaiser Friedrich III. übernachtete zweimal
- 1508 Kaiser Maximilian I.
- 21. Juli 1728 Kaiser Karl VI. mit Gemahlin Elisabeth und Tochter Erzherzogin Maria Theresia
- 1782 Papst Pius VI.
- 1859, 1862 Kronprinz Rudolf und Prinzessin Gisela